# Gonodonta serix
Gonodonta serix är en fjärilsart som beskrevs av Achille Guenée 1852. Gonodonta serix ingår i släktet Gonodonta och familjen nattflyn. Inga underarter finns listade i Catalogue of Life.